# Kmetiněves
Kmetiněves település Csehországban, a Kladnói járásban. Kmetiněves Martiněves, Hospozín, Hobšovice és Poštovice településekkel határos. Lakosainak száma 305 fő (2024. január 1.).

## Népesség
A település lakosságának változását az alábbi diagram mutatja:
| Lakosok száma | 448  | 589  | 483  | 311  | 304  | 294  | 285  | 298  | 296  | 305  |
|               | 1869 | 1890 | 1921 | 1950 | 1980 | 2001 | 2017 | 2019 | 2022 | 2024 |